# George G. Lorentz
George Gunter Lorentz (* 25. Februar 1910 in Sankt Petersburg; † 1. Januar 2006 in Chico, Kalifornien) war ein russisch-US-amerikanischer Mathematiker.

## Leben
Lorentz stammte aus der deutschstämmigen Bevölkerung Russlands – sein Vater Rudolf Fedorowitsch Lorentz war Eisenbahningenieur und seine Mutter Milena Nikolajewna Tschegodajew stammte aus dem russischen Adel. Da sein Vater sich 1906 weigerte, einen Streik niederzuschlagen, durfte er nicht mehr bei der staatlichen Eisenbahn arbeiten und er arbeitete für private Eisenbahngesellschaften im Kaukasus. Die Familie überstand die Revolutionswirren und den Bürgerkrieg nahe Sotschi und zog dann nach Tiflis, wo er 1926 mit dem Studium an der Technischen Hochschule begann. Ab 1928 studierte er an der Universität Leningrad mit dem Diplom-Abschluss 1931 und dem Kandidaten-Abschluss 1935 (entsprechend einer Promotion). Er publizierte damals mehrere Arbeiten, auch zum Thema seiner Dissertation, Bernsteinpolynome. Danach war er Dozent in Leningrad. Nach der deutschen Besatzung der Gegend um Leningrad gelang es ihm zunächst in den Kaukasus evakuiert zu werden, wo er jedoch von der deutschen Besatzung überrollt wurde und als Deutscher eingestuft mit seiner Familie in ein Lager nach Polen kam. Er schickte mathematische Arbeiten an Konrad Knopp an der Universität Tübingen, an der er 1944 bei Knopp promoviert wurde (Einige Fragen der Limitierungstheorie).
Nach dem Krieg war er über zehn Jahre staatenlos. Er habilitierte sich in Tübingen und lehrte 1946 bis 1948 an der Universität Frankfurt und 1948/49 als Honorarprofessor in Tübingen. 1949 wanderte er nach Kanada aus und wurde Assistent und dann Assistant Professor an der University of Toronto. 1953 bis 1958 war er Professor an der Wayne State University und 1958 bis 1969 an der Syracuse University. 1969 bis zu seiner Emeritierung 1980 war er Professor an der University of Texas at Austin.
Er befasste sich mit Analysis, speziell Approximationstheorie, Interpolationstheorie von Operatoren, Funktionalanalysis.
1972 wurde er Ehrendoktor in Tübingen und 1996 in Würzburg. 1973 erhielt er den Humboldt-Forschungspreis.
Er war seit 1942 verheiratet und hatte fünf Kinder. Er war leidenschaftlicher Schachspieler und reiste zu Schachturnieren, so war er auch 1972 bei der Weltmeisterschaft in Reykjavík Zuschauer.
Zu seinen Doktoranden gehört Paul Butzer. Sein Sohn Rudolph Lorentz ist Professor für Mathematik an der Texas A&M University.

## Schriften
- mit Ronald DeVore Constructive approximation, Springer Verlag 1993
- mit Manfred von Golitschek, Yuli Makovoz: Constructive approximation: advanced problems, Springer Verlag 1996.
- Approximation of Functions, Holt, Rinehart and Winston 1966, New York: Chelsea, 2. Auflage 1986.
- Bernstein Polynomials, University of Toronto Press 1953, Chelsea 1986.
- mit  K. Jetter, S.D. Riemenschneider Birkhoff Interpolation, Cambridge University Press 1984.
- Mathematics from Leningrad to Austin: George G. Lorentz’ selected works in real, functional, and numerical analysis, 2 Bände, Birkhäuser 1997 (Herausgeber George G. Lorentz, Rudolph Lorentz).